# Abdul Ghaffar Khan
(Khān Abdul Ghaffār Khān)
Khān Abdul Ghaffār Khān, detto anche Fakhr-e Afghān (orgoglio degli Afghani), Bāshā (Capo dei capi), e Gandhi di frontiera o Gandhi musulmano (Charsadda, 6 febbraio 1890 – Peshawar, 20 gennaio 1988), è stato un politico pakistano.

## Biografia
Khān Abdul Ghaffār Khān (in urdu خان عبدالغفار خان‎?), conosciuto maggiormente come Bāshā Khān, nacque a Charsadda il 6 febbraio 1890 e fu un fervido musulmano e carismatico capo dei pashtun del nordovest dell'India britannica, che nel 1929 fondò il primo esercito nonviolento della storia, i Khudai Khidmatgar (i Servi di Dio).
Sostenitore di Mohandas Karamchand Gandhi, si oppose alla scissione del Pakistan, ma visse comunque nel nuovo Stato dal 1947, rimanendo il capo indiscusso dei pashtun fino al 1988.
I suoi appelli per una trasformazione sociale, per una distribuzione equa delle terre e per un'armonia religiosa erano invisi alle autorità britanniche nonché ad alcuni potenti politici, leader religiosi e grandi proprietari terrieri, e gli costarono due attentati e più di 30 anni di prigionia.
Morì il 20 gennaio del 1988 a Peshāwar e fu sepolto a Jalālābād. In occasione dei suoi funerali, per permettere l'affluenza delle persone fu deciso il cessate il fuoco che fu rispettato da tutti, sovietici e mujahidin.
Il 20 gennaio 2016 un commando terrorista ha fatto irruzione nell'Università pakistana di Charsadda dedicata a Basha Khan, nel giorno delle celebrazioni per l'anniversario della morte, uccidendo ventidue tra studenti e insegnanti e ferendone decine di altri  .